# Zhongyun (socken i Kina, Shandong)
Zhongyun (kinesiska: 中云街道, 中云) är en socken i Kina. Den ligger i provinsen Shandong, i den östra delen av landet, omkring 270 kilometer öster om provinshuvudstaden Jinan. Antalet invånare är 82 391. Befolkningen består av 41 281 kvinnor och 41 110 män. Barn under 15 år utgör 16,0 %, vuxna 15-64 år 75 %, och äldre över 65 år 8,0 %.
Genomsnittlig årsnederbörd är 771 millimeter. Den regnigaste månaden är juli, med i genomsnitt 247 mm nederbörd, och den torraste är januari, med 12 mm nederbörd.